# Ли, Сэмсон
Сэмсон Ли (англ. Samson Lee, родился 30 ноября 1992 года в Лланелли) — валлийский регбист, выступавший на позиции правого пропа. Известен по играм за клуб «Скарлетс» из Про14 и сборную Уэльса.

## Игровая карьера

### Клубная
Окончил среднюю школу Койдкай (англ. Coedcae Comprehensive School) города Лланелли, дебютировал в регби как игрок клуба «Велинвойл». В системе клуба «Скарлетс» с 16 лет, постепенно прошёл все ступени академии команды; отметился выступлениями за команду «Амманфорд», за клуб «Лланелли» сыграл 15 игр в чемпионате Уэльса. В команде «Скарлетс» с 1 июля 2012 года, дебютный матч сыграл в августе того же года в предсезонке против французской «Нарбонны», проведя 28 игр за первый сезон.
В сезоне 2013/2014 Ли попал в символическую сборную всего чемпионата. Из-за травм в последующие годы пропустил ряд встреч за сборную Уэльса. В 2017 году со «Скарлетс» занял 3-е место в регулярном сезоне, но взял в плей-офф титул чемпиона Про12. Перед началом сезона 2016/2017 перенёс операцию на плече, в финале 2017 года получил травму колена. В 2018 году дошёл до финала, но проиграл «Ленстеру».
В 2020 году преодолел отметку в 150 игр за клуб во всех турнирах, сыграв юбилейную игру 11 октября 2020 года.
В 2022 году перенёс травму ахилла, из-за которой надолго выбыл. 6 мая 2023 года он сыграл в матче за клуб «Лландовери» против «Ньюпорта» после 14 месяцев отсутствия на поле.
14 декабря 2023 года Ли завершил игровую карьеру, так и не преодолев последствия травмы ахиллова сухожилия.

### В сборной
В составе сборной Уэльса играл на молодёжном чемпионате мира (команды не старше 20 лет) и стал бронзовым призёром: по пути сборная Уэльса нанесла впервые в истории поражение новозеландцам. В той команде он играл в первой линии нападения вместе с Кирби Майхиллом и Робом Эвансом. В октябре 2012 года был вызван на учебно-тренировочные сборы для подготовки сборной Уэльса к осенним тест-матчам, поскольку травмировался Адам Джонс. Дебютную игру провёл 16 ноября 2013 года против Аргентины, выйдя на замену во втором тайме (победа 40:6). В дальнейшем, после окончательного ухода Адама Джонса из сборной Уэльса, Ли стал считаться его преемником на позиции правого столба.
Сэмсон Ли в марте 2015 года в матче Кубка шести наций против Ирландии повредил ахиллово сухожилие, однако успел восстановиться к чемпионату мира в Англии. На турнире он сыграл 5 матчей и занёс попытку в игре против Уругвая: команда выбыла в четвертьфинале, проиграв ЮАР со счётом 19:23. В 2019 году выиграл со сборной Уэльса Кубок шести наций и Большой шлем, но в заявку на чемпионат мира в Японии не попал.

## Личная жизнь
По происхождению является валлийским цыганом (уэльские кале); сохраняет кочевой образ жизни, владеет сетью автопарковок Gypsy Lane.
В 2016 году левый столб сборной Англии Джо Марлер во время Кубка шести наций нелицеприятно высказался о происхождении Ли, вследствие чего на поле произошла драка, а самого Марлера оштрафовали на 20 тысяч фунтов стерлингов за расистские оскорбления. Марлер позже извинился за свои слова, заявив, что не является расистом.

## Достижения
- Чемпион Про12: 2017
- Чемпион Кубка шести наций: 2019
  - Обладатель Большого шлема: 2019